# Bandar Agung (Suoh)
Bandar Agung is een bestuurslaag in het regentschap Lampung Barat van de provincie Lampung, Indonesië. Bandar Agung telt 8799 inwoners (volkstelling 2010).